# Wet voorkoming misbruik chemicaliën
De Wet voorkoming misbruik chemicaliën, afgekort WVMC, is een Nederlandse wet uit 1995, gericht op het voorkomen van de aanmaak van drugs.  
De volledige naam is: Wet van 16 maart 1995, houdende regelen met betrekking tot de vervaardiging, het in de handel brengen en de in-, uit- en doorvoer van bepaalde chemicaliën ter voorkoming van misbruik.
De wet is gericht op het voorkomen van de productie van en handel in stoffen (chemische verbindingen) (drugs-precursoren) die worden gebruikt voor de illegale vervaardiging van "verdovende middelen en psychotrope stoffen".  De wet verwijst naar verscheidene Europese verordeningen.
Ook kan de minister van Volksgezondheid, Welzijn en Sport stoffen die niet in de verordeningen genoemd zijn verbieden.
De stoffen waarvoor op grond van de Europese verordeningen en de wet beperkingen bestaan, worden in een brochure van de Nederlandse Douane genoemd.
In een strafrechtszaak in 2012 bleek er verschil van mening tussen juristen of niet in de wet (of in een ministeriële regeling) genoemde stoffen als APAAN onder de werking van de wet kunnen vallen.